# Sinagoga Brodskij (Odessa)
La sinagoga Brodskij (in ucraino Бродська синагога?, Brods'ka synahoha; in russo Бродская синагога?, Brodskaja sinagoga) è una delle principali sinagoghe della città ucraina di Odessa. Il nome dell'edificio deriva dal fatto che tra i principali finanziatori vi fossero degli ebrei provenienti dalla cittadina galiziana di Brody, oggi situata in Ucraina.

## Storia
La costruzione dell'edificio, sorta sul terreno di proprietà di un greco, iniziò nel luglio 1863. Per i lavori, diretti dall'architetto Kolovič, fu impiegata la pietra calcarea locale. Realizzata in stile neogotico, la sinagoga era più grande del sud della Russia e la prima di tipo corale di tutto l'Impero russo. Negli anni seguenti la sinagoga Brodskij divenne celebre per le esibizioni dei cantori. Nel 1909 fu dotata di un organo.
Nel 1925 la sinagoga fu confiscata dalle autorità sovietiche e convertita in un club operaio ebraico. Nel giugno 1944, una volta liberata la città dalle truppe nazifasciste, l'ex-sinagoga, rimasta incolume dalle distruzioni belliche, fu assegnato all'Archivio di Odessa.
Nel 2006 è stata sottoposta a tutela dal Ministero della Cultura e del Turismo ucraino. Dieci anni dopo la sinagoga fu ceduta alla comunità ebraica al fine di restaurarla e convertirla in sede della congregazione Chabad Lubavitch e in un museo.